# Cambaridae
Famille
Les Cambaridae sont une famille d'écrevisses, dont on trouve deux espèces en France (introduites, et localement envahissantes).

## Taxons subordonnés
Elle est divisée en trois sous-familles et comprend 12 genres :
- Cambarellinae Laguarda, 1961
  - Cambarellus Ortmann, 1905
- Cambarinae Hobbs, 1942
  - Barbicambarus Hobbs, 1969
  - Bouchardina Hobbs, 1977
  - Cambarus Erichson, 1846
  - Distocambarus Hobbs, 1981
  - Fallicambarus Hobbs, 1969
  - Faxonella Creaser, 1933
  - Hobbseus Fitzpatrick et Payne, 1968
  - Orconectes Cope, 1872
  - Procambarus Ortmann, 1905
  - Troglocambarus Hobbs, 1942
- Cambaroidinae Villalobos, 1955
  - Cambaroides Faxon, 1884